# Sean Paul

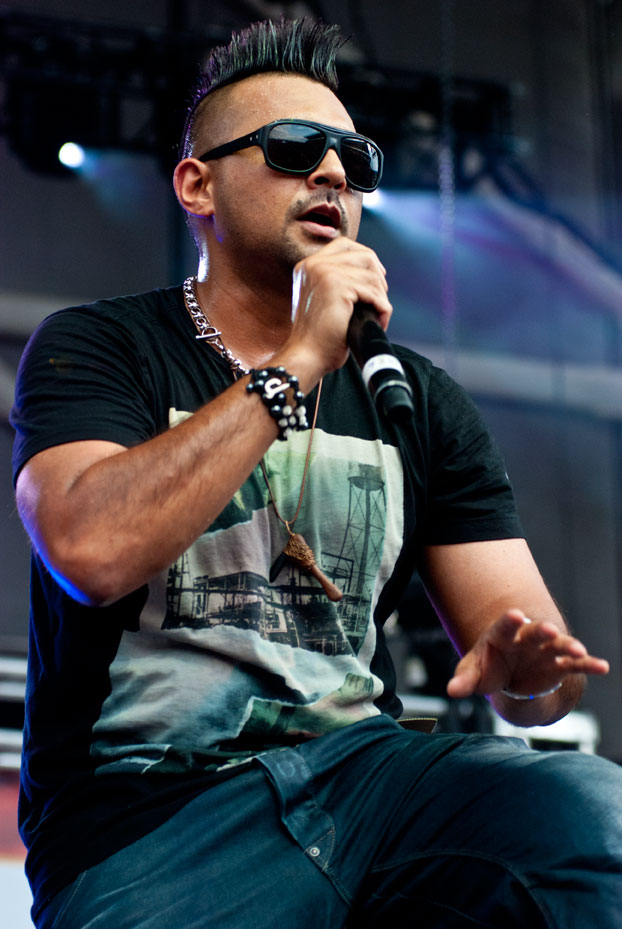
Sean Paul beim Sean Paul B96 Summerbash 2012

Sean Paul Ryan Francis Henriques (* 9. Januar 1973 in Kingston) ist ein jamaikanischer Dancehall-Musiker.

## Leben
Sean Paul wuchs im Saint Andrew Parish im Südosten Jamaikas auf. Die Vorfahren seines Vaters stammen aus Portugal und gehörten den sephardischen Juden an, die seiner Mutter, einer bekannten Malerin, aus Afrika und China. Deswegen besaß er ein für Jamaikaner ungewöhnliches Aussehen, wofür er als Kind gehänselt wurde. Dem setzte er den selbstverliehenen Namen „Copper Color Chinese Bwoy“ („kupferfarbener Chinesenjunge“) entgegen. Er war ein talentierter Sportler, besonders im Schwimmen und Wasserball – in letztgenannter Sportart war er in der jamaikanischen Jugendlandesauswahl aktiv.

## Karriere
Als erste musikalische Grundlage bekam er zum 15. Geburtstag ein Keyboard von seiner Mutter geschenkt. 1996 brachte ihm die Debütsingle Baby Girl (Don’t Cry) seinen ersten Erfolg in Jamaika. Später wurde seine Musik in einigen US-amerikanischen Radiosendern gespielt, womit seine internationale Karriere begann. Sein musikalisches Vorbild ist Bob Marley. Mit seinem ersten Album Stage One gelang ihm ein weltweiter Erfolg. Das zweite Album Dutty Rock übertraf diesen noch mit über sechs Millionen Verkäufen und einer 54 Wochen dauernden Positionierung in den deutschen Albumcharts. Des Weiteren gewann das Album einen Grammy in der Kategorie „Bestes Reggae-Album“.
Von 2002 bis 2010 hatte er mehrere Top-Ten-Hits in den USA, im Vereinigten Königreich sowie in Deutschland. Dabei nahm er unter anderem Songs mit Beyoncé, Mýa, Rihanna, Blu Cantrell, Fabolous, Lil Jon, Brandy, Sasha, Carlos Santana, Jay Sean, Nina Sky und Busta Rhymes (ESRA) auf. Das dritte Album, The Trinity, enthält den Song Never Gonna Be the Same, den Sean Paul seinem am 27. Januar 2005 erschossenen besten Freund Daddigon widmete, der auch in der Dutty Cup Crew vertreten war.
Sean Paul erhielt mehrere Preise wie den „Best Music Video Award“ bei den MTV Music Awards im Jahr 2003 in Toronto. Bei den MTV European Music Awards erhielt er die Auszeichnung in der Kategorie „Best New Artist“. 2006 unternahm er einen Abstecher ins Genre des Reggaetón, indem er mit Daddy Yankee und Luny Tunes den Reggaetón-Track Oh Man veröffentlichte. 2011 veröffentlichte Sean Paul zusammen mit Alexis Jordan die Single Got 2 Luv U, die sich in Frankreich, Deutschland, Österreich und den Niederlanden in den Top 10 platzierte und in der Schweiz Platz 1 erreichte. Es ist sein erfolgreichster Song in Europa seit Get Busy im Jahr 2003.
Im Dezember 2011 kündigte er an, dass sein neues Album Tomahawk Technique im Januar 2012 in einigen Ländern wie der Schweiz und Frankreich erscheinen werde. Zwei Wochen später stellte er das Albumcover und die Titelliste vor. Als digitale Promo-Single erschien What I Want, bevor er die zweite Single She Doesn’t Mind im Februar 2012 auch in Deutschland veröffentlichte. Das Album konnte sich in Deutschland, Österreich und der Schweiz in den Top 10 platzieren. In Großbritannien stieg es auf Platz 34 ein. Im August 2013 wurde die Single Other Side of Love veröffentlicht, die die Top 10 der Charts in Deutschland, Großbritannien und der Schweiz erreichte. Im Mai 2014 tourte Sean Paul durch Deutschland und Luxemburg. Im Januar 2017 veröffentlichte er den Song No Lie mit der britischen Sängerin und Songwriterin Dua Lipa.
Sean Paul ist seit 2012 verheiratet. 2017 wurde ein Sohn geboren, 2019 folgte eine Tochter.
Mehrere Musiktitel von Sean Paul beginnen mit einem zu seinem Markenzeichen gewordenen Ausruf, der oftmals als Verhörer fälschlicherweise als „Sean da Paul“ gedeutet wurde. Dieser bezieht sich jedoch eigenen Angaben zufolge auf Shivnarine Chanderpaul, einen ehemaligen Cricketspieler des West Indies Cricket Teams.

## Diskografie
Studioalben

| Jahr | Titel Musiklabel                          | Höchstplatzierung, Gesamtwochen, AuszeichnungChartplatzierungen (Jahr, Titel, Musiklabel, Platzierungen, Wochen, Auszeichnungen, Anmerkungen) | Höchstplatzierung, Gesamtwochen, AuszeichnungChartplatzierungen (Jahr, Titel, Musiklabel, Platzierungen, Wochen, Auszeichnungen, Anmerkungen) | Höchstplatzierung, Gesamtwochen, AuszeichnungChartplatzierungen (Jahr, Titel, Musiklabel, Platzierungen, Wochen, Auszeichnungen, Anmerkungen) | Höchstplatzierung, Gesamtwochen, AuszeichnungChartplatzierungen (Jahr, Titel, Musiklabel, Platzierungen, Wochen, Auszeichnungen, Anmerkungen) | Höchstplatzierung, Gesamtwochen, AuszeichnungChartplatzierungen (Jahr, Titel, Musiklabel, Platzierungen, Wochen, Auszeichnungen, Anmerkungen) | Anmerkungen                                                    |
| Jahr | Titel Musiklabel                          | DE | AT | CH | UK | US | Anmerkungen                                                    |
| ---- | ----------------------------------------- | --- | --- | --- | --- | --- | -------------------------------------------------------------- |
| 2000 | Stage One VP Records                      | — | — | — | — | — | Erstveröffentlichung: 28. März 2000                            |
| 2002 | Dutty Rock Atlantic Records (WMG)         | DE10 Platin · (54 Wo.)DE | AT5 Gold · (39 Wo.)AT | CH11 Platin · (68 Wo.)CH | UK2 ×2Doppelplatin · (53 Wo.)UK | US9 ×3Dreifachplatin · (85 Wo.)US | Erstveröffentlichung: 12. November 2002 Verkäufe: + 5.707.500  |
| 2005 | The Trinity Atlantic Records (WMG)        | DE9 Gold · (33 Wo.)DE | AT6 (28 Wo.)AT | CH4 Gold · (50 Wo.)CH | UK11 Platin · (19 Wo.)UK | US7 ×2Doppelplatin · (52 Wo.)US | Erstveröffentlichung: 23. September 2005 Verkäufe: + 3.357.500 |
| 2009 | Imperial Blaze Atlantic Records (WMG)     | DE17 (4 Wo.)DE | AT17 (4 Wo.)AT | CH4 (10 Wo.)CH | UK38 (1 Wo.)UK | US12 (7 Wo.)US | Erstveröffentlichung: 14. August 2009 Verkäufe: + 50.000       |
| 2012 | Tomahawk Technique Atlantic Records (WMG) | DE6 Gold · (15 Wo.)DE | AT7 (11 Wo.)AT | CH3 Gold · (20 Wo.)CH | UK34 (3 Wo.)UK | — | Erstveröffentlichung: 27. Januar 2012 Verkäufe: + 165.000      |
| 2014 | Full Frequency Atlantic Records (WMG)     | DE22 (4 Wo.)DE | AT36 (1 Wo.)AT | CH7 (6 Wo.)CH | — | — | Erstveröffentlichung: 18. Februar 2014                         |
| 2021 | Live N Livin Dutty Rock Productions       | — | — | — | — | — | Erstveröffentlichung: 12. März 2021                            |
| 2022 | Scorcha Island Records (UMG)              | — | — | — | — | — | Erstveröffentlichung: 27. Mai 2022                             |

## Auszeichnungen
American Music Award
2006: für „Favorite Pop/Rock Male Artist“
Bravo Otto
2003: „Bronze“ in der Kategorie „Hip-Hop international“
Grammy
2004: für „Best Reggae Album“ (Dutty Rock)
MOBO Awards
2006: für „Best Reggae Act“
2009: für „Best Reggae Act“
MTV Romania Music Awards
2007: für „Best International Artist“
Soul Train Awards
2009: für „Best Reggae Artist“